# Document
Document je páté studiové a celkově šesté album americké kapely R.E.M. Vyšlo v roce 1987, několik měsíců po vydání výběrového alba Dead Letter Office. Je to také poslední album obsahující nový materiál, které R.E.M. vydali u I.R.S. Records.
Album Document zaznamenalo několik velkých úspěchů, singl The One I Love se stal prvním singlem R.E.M., který se umístil na americkém žebříčku v první desítce, vyšplhal se na 9. místo. Zároveň se Document stal prvním albem R.E.M., které získalo platinovou desku. Na americkém žebříčku se album umístilo na 10. místě, na britském žebříčku na 29. místě. Dalším singlem byla píseň It's the End of the World as We Know It (and I Feel Fine), která se na americkém žebříčku umístila na 69. a na britském na 39. místě.
Vzhledem ke stále rostoucí popularitě kapely se R.E.M. po vydání alba rozhodli, k hrůze mnoha fanoušků, podepsat smlouvu s Warner Brothers Records, neboť v tom viděli příležitost k dalším komerčním úspěchům.
V roce 2003 bylo album Document vyhlášeno časopisem Rolling Stones jako 470. nejlepší album všech dob.

## Seznam skladeb
Autory všech skladeb jsou Bill Berry, Peter Buck, Mike Mills a Michael Stipe, pokud není uvedeno jinak.
| Pořadí | Název                                                     | Autor                                                     | Délka |
| ------ | --------------------------------------------------------- | --------------------------------------------------------- | ----- |
| 1.     | Finest Worksong                                           |                                                           | 3:48  |
| 2.     | Welcome to the Occupation                                 |                                                           | 2:46  |
| 3.     | Exhuming McCarthy                                         |                                                           | 3:19  |
| 4.     | Disturbance at the Heron House                            |                                                           | 3:32  |
| 5.     | Strange                                                   | Bruce Gilbert, Graham Lewis, Colin Newman, Robert Gotobed | 2:31  |
| 6.     | It's the End of the World as We Know It (And I Feel Fine) |                                                           | 4:05  |
| 7.     | The One I Love                                            |                                                           | 3:17  |
| 8.     | Fireplace                                                 |                                                           | 3:22  |
| 9.     | Lightnin' Hopkins                                         |                                                           | 3:20  |
| 10.    | King of Birds                                             |                                                           | 4:09  |
| 11.    | Oddfellows Local 151                                      |                                                           | 5:21  |